# Bild

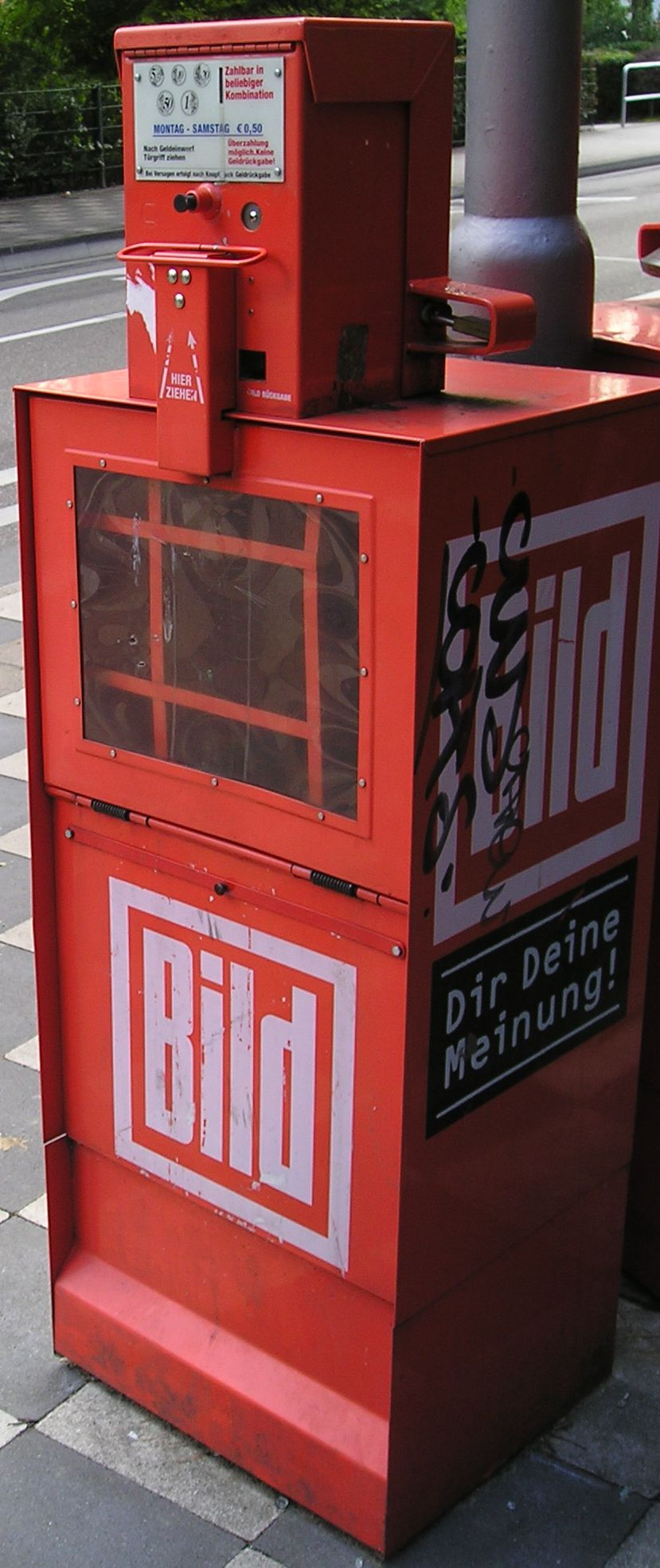
Automat na prasę w Niemczech

Bild (oficjalnie Bild-Zeitung) – niemiecka gazeta codzienna o charakterze sensacyjnym w formacie tabloidu. Jej wydawcą jest Axel Springer SE. Pierwsze wydanie gazety ukazało się 24 czerwca 1952 roku. Gazeta ukazuje się od poniedziałku do soboty, natomiast w niedzielę ukazuje się Bild am Sonntag – gazeta o własnym stylu i z własną redakcją. Bild jest bulwarówką, ukazuje się w formacie broadsheet. Jest najlepiej sprzedającą się gazetą w Europie i siedemnastą na świecie pod względem nakładu. Motto gazety, umieszczane pod logo, brzmi: unabhängig, überparteilich (niezależna, bezpartyjna). Bild jest pod względem dziennikarskiego stylu gazetą podobną do brytyjskiego The Sun – drugiej najlepiej sprzedającej się bulwarówki w Europie.
Na Bildzie wzorowali się twórcy należącej do koncernu Axel Springer Polska polskiej bulwarówki „Fakt”.

## Historia
Bild został założony przez Axela Springera w 1952 roku. Redaktorem naczelnym został Rolf von Bargen. Pierwszy numer liczył 4 strony, ukazał się 24 czerwca w nakładzie 455 tysięcy egzemplarzy i w całości został rozdany. Kolejne kosztowały 10 fenigów.
W gazecie w większości znajdowały się zdjęcia (słowo Bild w języku niemieckim to obraz, ilustracja, fotografia). Bild bardzo szybko stał się najlepiej sprzedającą się gazetą nie tylko w Niemczech, ale w całej Europie, gdzie był chętnie czytany przez osoby znające język niemiecki. Pierwszy raz milion egzemplarzy nakładu gazeta osiągnęła już na przełomie 1953 i 1954 roku. Redaktorem naczelnym był wówczas Rudolf Michael, który też otworzył łamy Bilda na pierwsze reklamy.
Od roku 1966 był gazeta stała się jednym z celów protestów młodzieży i opozycji. Wśród żądań reformy edukacji i zakończenia wojny w Wietnamie pojawił się postulat ograniczenia wpływów prasy, głównie tej od wielkich wydawnictw. Rozpoczęto kampanię „Wywłaszczyć Springera”. 11 kwietnia 1968 roku w zamachu ranny został działacz studencki Rudi Dutschke. W odwecie studenci zaatakowali wydawnictwo Springera w Berlinie, a w Monachium zajęli drukarnię i zniszczyli redakcję Bilda. 19 maja 1972 roku grupa terrorystyczna Frakcja Czerwonej Armii zaatakowała wydawnictwo Axel Springer AG w Hamburgu. Rany odniosło 38 osób. Podpalono domy właściciela.
Dodatkowo znani pisarze niemieccy: Günter Grass, Peter Rühmkorf i Klaus Staeck ogłosili bojkot wydawnictwa z powodu nagonki na Heinricha Bölla, późniejszego laureata Nagrody Nobla. Ich hasło brzmiało „Nie pracujemy dla gazet Springera”. Dopiero kolejnemu redaktorowi naczelnemu, Günterowi Prinzowi udało się zażegnać konflikty i ocieplić wizerunek gazety.
W latach osiemdziesiątych nakład wynosił pięć milionów egzemplarzy każdego dnia, w 2002 roku nakład wyniósł cztery miliony egzemplarzy, a pod koniec 2005 roku nakład wynosił 3,8 miliona egzemplarzy. Z okazji 60. urodzin, w czerwcu 2012 roku, rozdanych zostało 41 milionów bezpłatnych egzemplarzy Bilda, co zostało wpisane do Księgi rekordów Guinnessa.
Siedziba gazety przez cały czas mieściła się w Hamburgu. Dopiero w marcu 2008 roku redakcja gazety przeniosła się do Berlina. Bild drukowany jest w 32 miejscach w całych Niemczech, a ponadto w miejscach, gdzie Niemcy chętnie wyjeżdżają na wakacje, czyli w Hiszpanii, Włoszech, Grecji i w Turcji.
Bild był wzorowany na brytyjskim Daily Mirror: gazeta jest wydawana w dużym formacie, zawiera historie kryminalne i analizy polityczne, jednak papier jest cieńszy.

## Miejsca druku
Bild jest drukowany w Ahrensburgu, Hanowerze, Berlinie, Lipsku, Essen, Neu-Isenburg, Esslingen am Neckar, Monachium i w Syke. Za granicą Bild jest drukowany w Hiszpanii w Madrycie, Palma de Mallorca i Las Palmas. We Włoszech w Mediolanie, w Grecji w Atenach i w Turcji w Antalyi.

## Redaktorzy naczelni
- 1952: Rolf von Bargen
- 1952–1958: Rudolf Michael
- 1958–1960: Oskar Bezold
- 1960–1962: Karl-Heinz Hagen(inne języki)
- 1961–1971: Peter Boenisch
- 1971–1980: Günter Prinz(inne języki)
- 1981–1988: Horst Fust(inne języki)
- 1988–1989: Werner Rudi
- 1989–1990: Peter Bartels(inne języki)
- 1990–1992: Hans-Hermann Tiedje(inne języki)
- 1992–1997: Claus Larass(inne języki)
- 1998–2000: Udo Röbel(inne języki)
- 2001–2015: Kai Diekmann
- 2016– Tanit Koch(inne języki)[2]